# アメリア郡 (バージニア州)
アメリア郡（英: Amelia County）は、アメリカ合衆国バージニア州の中央部に位置する郡である。2010年国勢調査での人口は12,690人であり、2000年の11,400人から11.3%増加した。郡庁所在地は国勢調査指定地域のアメリアコートハウス（人口1,099人）であり、同郡に法人化された町は無い。

## 歴史
アメリア郡は1734年と1735年の議会法により、プリンスジョージ郡とブランズウィック郡の一部を合わせて設立された。郡名は、イングランド王ジョージ2世の娘プリンセス・アメリアに因んで名付けられた。アメリア郡は新郡の創設のために2回領域を減らした。まず1754年に郡内からプリンスエドワード郡が設立され、1789年にはノットウェイ郡が作られた。南北戦争のとき、南軍のロバート・E・リー将軍とその軍隊が、1865年4月4日と5日をアメリアコートハウスで過ごし、その後アポマトックス・コートハウスでユリシーズ・グラント将軍の北軍に降伏した。この戦争最後の主要会戦は4月6日に起きたセイラーズクリークの戦いだった。
アメリア郡はモアフィールド鉱山で見つかったアマゾナイトが国内最大の産出量であるなど、鉱物資源で知られている。アメリア郡祭には世界最大のジャガイモ・パンケーキ（リンゴソース付き）が出される。これは1986年にドイツ系アメリカ人奨学資金を集めるために始められた。重さは2.25トンあり、トラック4台分のジャガイモが使われる。

## 地理
アメリカ合衆国国勢調査局に拠れば、郡域全面積は359平方マイル (930 km2)であり、このうち陸地357平方マイル (920 km2)、水域は2平方マイル (5.2 km2)で水域率は0.49%である。

### 主要高規格道路
- アメリカ国道360号線
- バージニア州道38号線
- バージニア州道153号線
- バージニア州道307号線

### 隣接する郡
- ポウハタン郡 - 北
- チェスターフィールド郡 - 北東
- ディンウィディ郡 - 南東
- ノットウェイ郡 - 南
- プリンスエドワード郡 - 南西
- カンバーランド郡 - 西

## 人口動態
以下は2000年国勢調査による人口統計データである。
| 基礎データ - 人口: 11,400人 - 世帯数: 4,240 世帯 - 家族数: 3,17 家族 - 人口密度: 12人/km2（32人/mi2） - 住居数: 4,609軒 - 住居密度: 5軒/km2（13軒/mi2） 人種別人口構成 - 白人: 70.57% - アフリカン・アメリカン: 28.05% - ネイティブ・アメリカン: 0.28% - アジア人: 0.17% - 太平洋諸島系: 0.02% - その他の人種: 0.25% - 混血: 0.67% - ヒスパニック・ラテン系: 0.80% 先祖による構成 - アフリカ系：28% - イギリス系：11% 年齢別人口構成 - 18歳未満: 25.3% - 18-24歳: 6.7% - 25-44歳: 29.2% - 45-64歳: 25.4% - 65歳以上: 13.3% - 年齢の中央値: 38歳 - 性比（女性100人あたり男性の人口） - 総人口: 97.3 - 18歳以上: 94.2 | 世帯と家族（対世帯数） - 18歳未満の子供がいる: 32.8% - 結婚・同居している夫婦: 59.1% - 未婚・離婚・死別女性が世帯主: 11.4% - 非家族世帯: 25.1% - 単身世帯: 20.7% - 65歳以上の老人1人暮らし: 8.1% - 平均構成人数 - 世帯: 2.66人 - 家族: 3.07人 収入と家計 - 収入の中央値 - 世帯: 40,252米ドル - 家族: 47,157米ドル - 性別 - 男性: 32,315米ドル - 女性: 23,102米ドル - 人口1人あたり収入: 18,858米ドル - 貧困線以下 - 対人口: 8.4% - 対家族数: 6.7% - 18歳未満: 7.1% - 65歳以上: 11.7% |

## 未編入の町
- アメリアコートハウス - 郡庁所在地
- ウィンターハム
- ジーターズビル
- マンボロ
- モーブン
- リトルパトリック
- チュラ

## メディア
週刊紙の「ジ・アメリア・ブレティン・モニター」が1973年から郡内で発行されている。